# Gāvternā
Gāvternā (persiska: گاوترنا, Gāvţernāv) är en ort i Iran.   Den ligger i provinsen Khorasan, i den nordöstra delen av landet, 700 km öster om huvudstaden Teheran. Gāvternā ligger 1 187 meter över havet och antalet invånare är 548.
Terrängen runt Gāvternā är platt åt nordost, men åt sydväst är den kuperad. Runt Gāvternā är det ganska tätbefolkat, med 185 invånare per kvadratkilometer. Närmaste större samhälle är Chenārān, 15,6 km nordväst om Gāvternā. Trakten runt Gāvternā består i huvudsak av gräsmarker.